# Crambus paris
Crambus paris is een vlinder uit de familie grasmotten (Crambidae). De wetenschappelijke naam van deze soort is voor het eerst geldig gepubliceerd in 2012 door Graziano Bassi.
De soort komt voor in tropisch Afrika. Ze werd ontdekt in KwaZoeloe-Natal.
Bassi noemde deze soort naar Paris, een figuur uit de Griekse mythologie.